# Radka Toneff
Ellen Radka Toneff (n. 25 iunie 1952, Oslo - d. 21 octombrie 1982) a fost o cântăreață de jazz din Norvegia.

## Viața
Radka Toneff s-a născut la Oslo din tată bulgar (Toni Toneff, cântăreț de muzică populară) și mamă norvegiană. A studiat la Conservatorul de muzică din Oslo între 1971-1975.
Între 1975-1980 a fost lidera cvintetului Radka Toneff Quintet, în care au mai evoluat și basistul Arild Andersen și chitaristul Jon Eberson. În 1980 a participat la concursul norvegian Melodi Grand Prix unde a cântat melodia Parken compusă de Ole Paus.
Radka Toneff a primit Premiul Spellemann în 1977 (cea mai bună interpretare vocală) pentru discul Winter Poem. După ce a murit a primit Premiul Buddy al Federației norvegiene de jazz (1982) și Premiul Spellemann (1993) (categoria jazz) pentru discul Live in Hamburg. 
Radka Toneff Minnepris („Premiul Memorial Radka Toneff”) este numit în cinstea ei. 
Radka Toneff s-a sinucis în 1982.

## Discuri

### Discuri solo
- Winter Poem (1977)
- It Don't Come Easy (1979)
- Fairytales (Odin Records, 1982). Ziarul norvegian săptămânal Morgenbladet, în colaborare cu emisiunea radio Kulturhuset (NRK P2), a organizat în 2011 un chestionar printre 100 de muzicieni norvegieni pentru desemnarea celui mai bun album norvegian scos vreodată. Fairytales a ieșit pe locul I.[3]
- Live in Hamburg (Odin Records, 1993)
- Some Time Ago - A Collection of Her Finest Moments (Universal Music, 2003)
- Butterfly (înregistrări radio, Curling Legs, 2008)

### Discuri cu alți muzicieni
Radka Toneff a colaborat cu următorii muzicieni:
- Nationaltheatret: Svartkatten (1971)
- Fronteatret/Visegruppa PS: Slutt opp, kamerat (1971)
- Ole Paus: Lise Madsen, Moses og de andre (1975)
- Ketil Bjørnstad: Leve Patagonia (1978)